# Towarzystwo Republikanów Polskich

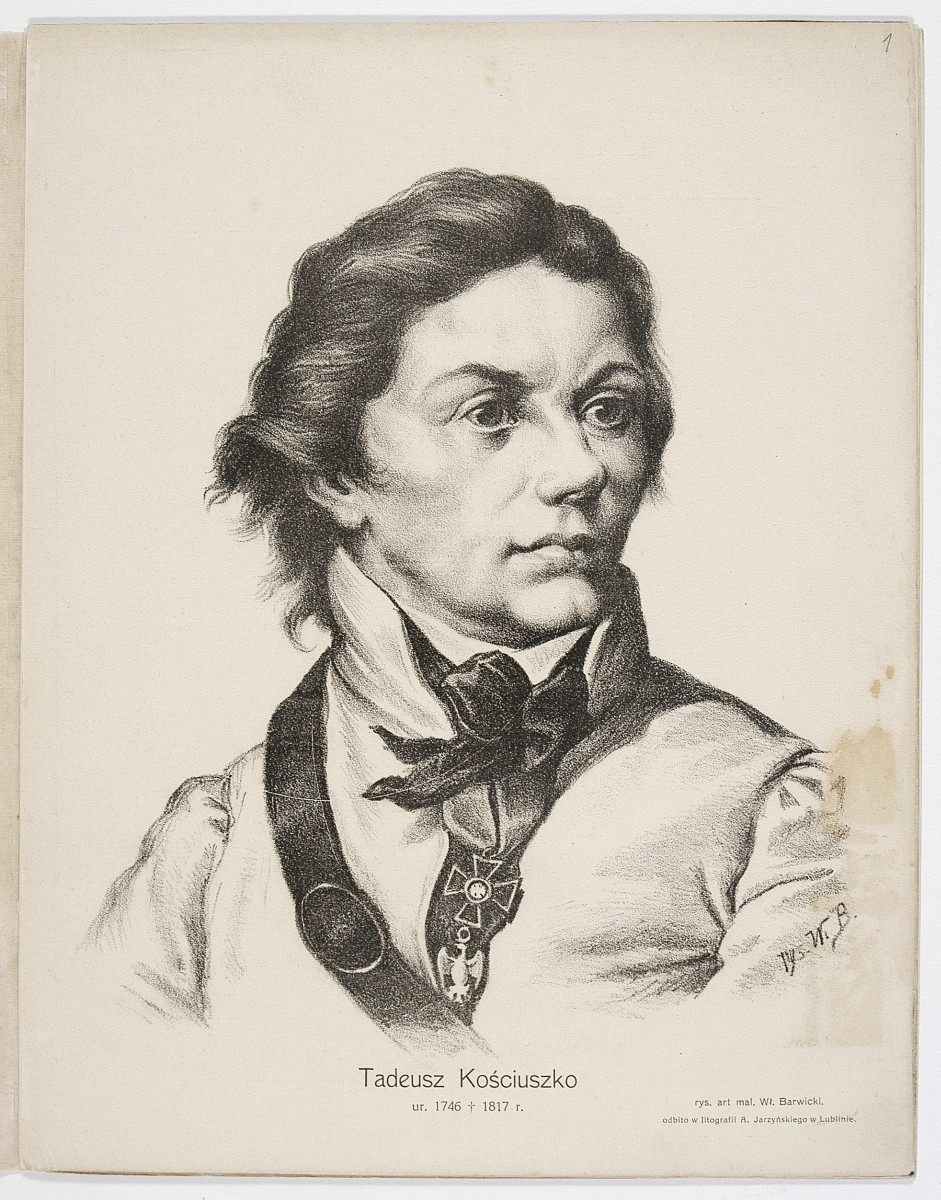
Tadeusz Kościuszko

Towarzystwo Republikanów Polskich (inna nazwa: Towarzystwo Republikantów Polskich) – tajna polska organizacja niepodległościowa, zawiązana w Warszawie 1 października 1798 w porozumieniu z Deputacją Polską. TRP wzorowało się na republice Francji i liczyło na jej pomoc. Swą działalność prowadziło prawdopodobnie do połowy roku 1801.

## Program polityczny
W swoim programie politycznym głosiło wskrzeszenie niepodległego państwa polskiego, które według Towarzystwa miało być demokratyczną republiką z suwerenną władzą parlamentu, wybieranego na podstawie cenzusu majątkowego. Na jego czele stanął Dozór Główny, który przygotował projekt ustawy znoszącej przywileje stanowe w Polsce. 

## Zasięg działania
Działało w trzech zaborach, głównie w pruskim i w Krakowie. Nawiązało kontakt organizacyjny z Deputacją Polską w Paryżu. Po 1800 r., gdy nie liczono już na Francję, działalność TRP osłabła i niebawem ustała.

## Działacze
Za swojego przywódcę uznawało Tadeusza Kościuszkę, przebywającego na emigracji w Paryżu. Głównymi działaczami byli: Jan Alojzy Orchowski, Rajmund Rembieliński, Andrzej Horodyski i Erazm Mycielski, K. Eisbach.